# Parafia św. Katarzyny Aleksandryjskiej w Skalmierzycach
Parafia Świętej Katarzyny Aleksandryjskiej w Skalmierzycach – parafia rzymskokatolicka należąca do dekanatu Ołobok diecezji kaliskiej. Została utworzona w XIII wieku. Mieści się przy ulicy Ostrowskiej. Prowadzą ją księża diecezjalni.
Znajduje się tutaj sanktuarium Matki Bożej Skalmierzyckiej z uznawanym za cudowny obrazem przedstawiającym Maryję trzymającą na lewym ramieniu Dzieciątko. Kult Maryi w Skalmierzycach datuje się od XV wieku. Wśród wotów za łaski otrzymane za pośrednictwem Matki Bożej są liczne wota znajduje się srebrny ryngraf z roku 1634, podarowany przez króla Władysława IV Wazę w podziękowaniu za zwycięstwo nad Turkami. Po II wojnie światowej sanktuarium odnowił ksiądz Alfons Czwojda. 4 września 1966 roku prymas Polski kardynał Stefan Wyszyński dokonał koronacji obrazu koronami poświęconymi przez papieża Pawła VI. We wnętrzu znajdują polichromie z XV i XIX wieku.